# Dalton Harris
Dalton Harris (29. december 1993) er en jamaicansk sanger, som vandt sæson 15 af det britiske udgave af X Factor.